# Mezőszemere
Mezőszemere è un comune dell'Ungheria di 1.333 abitanti (dati 2001). È situato nella contea di Heves.